# 八神純子 1974〜1986 SINGLES plus
『八神純子 1974〜1986 SINGLES plus』（やがみじゅんこ 1974〜1986 シングルズプラス）は、2009年3月18日に発売された八神純子のCD-BOXである。発売元はビクターエンタテインメント。規格品番はVIZL-326。

## 概要
1978年1月5日に「思い出は美しすぎて」でメジャー・デビューを果たしてから、2008年で30周年を迎えたことを記念して発売された。
1974年のプレデビュー以来、ディスコメイトレコードとアルファ・ムーンなどからリリースされたシングルA面・B面曲、ボーナストラックと未発表ライブ音源を4枚のCDに収録。さらに1986年4月21日に発売されたライブ映像『SURPRISE!!』（当時はVHS・LD・VHDで発売）をDVD化し復刻した、CD4枚組・DVD1枚のボックス・セットである。箱入りで、八神自身による最新コメントと各楽曲の解説を掲載したブックレットが付属する。発売時の価格は12,100円（消費税込）。
2002年9月21日発売のCD-BOX『八神純子 CD-BOX』と重複する収録曲も多数あるが、曲順などが異なる。とりわけシングルB面曲についてはオリジナルアルバム未収録の楽曲も多く、1990年代以降のオリジナルアルバムのCD化、2000年代以降のデジタルリマスターや高音質CD（SHM-CD、Blu-spec CD）などによる再発売の際にも漏れていたため、これらのCD-BOX発売により初CD化された曲が多数存在する。

## 収録曲

### Disc 1
1974年から1983年までのディスコメイトレコード時代のシングルA面曲全曲を収録。楽曲についての詳細は各記事および「八神純子#シングル」を参照。
1. 雨の日のひとりごと - 第8回ポプコン受賞曲。キャニオンレコードから1974年にリリース。
2. 幸せの時 - キャニオンレコードから1975年にリリース。
3. 思い出は美しすぎて - 1978年のデビュー曲。以下、ディスコメイトレコードからリリース。
4. さよならの言葉
5. みずいろの雨
6. 想い出のスクリーン
7. ポーラー・スター
8. 甘い生活
9. パープルタウン 〜You Oughta Know By Now〜
10. Mr.ブルー 〜私の地球〜
11. I'm A Woman
12. 恋のマジック・トリック
13. サマー イン サマー 〜想い出は、素肌に焼いて〜
14. Touch you, Tonight
15. ラブ・シュープリーム 〜至上の愛〜
16. 恋のスマッシュ・ヒット
17. NATURALLY (ナチュラリー)
18. 黄昏のBAY CITY

### Disc 2
Disc 1に収録された各シングルのB面曲。
1. 何故だかつらいの
2. 私だけのあなた
3. エンドレス・サマー (Endless Summer)
4. 恋人同志
5. 目覚めたときに
6. 雨の休日
7. ビューティフル・デー
8. 海のメロディー
9. 漂流
10. 夏の日の恋
11. ネバーランドの男の子 〜FLY! PETER PAN〜
12. For You
13. No Return
14. Miss プルーメリア
15. ユキの愛 (Instrumental)
16. マンハッタンに魅せられて
17. 夕映え
18. Lady-Ready

### Disc 3
アルファ・ムーン（1985年 - 1987年）のシングルA・B面曲を1枚のCDにまとめて収録。NECアベニュー（1989年 - 1993年）のシングルは収録されていない。楽曲についての詳細は各記事および「八神純子#シングル」を参照。
1. チーター (CHEATER)
2. ジョハナス・バーグ (Jhonasburg)
3. 素敵ダウンタウン ジミー
4. REACH OUT IN THE NIGHT
5. FUN CITY
6. 摩天楼のハリケーン
7. カメレオン
8. 金色のサプライズ
9. COMMUNICATION (Extended Club Mix) - 12インチシングルでリリースされた「COMMUNICATION」のリミックス曲。
10. Puesta der sol - テイチクから2000年に発売。
11. あしたの私へ
「Puesta der sol」B面曲
12. Little Heaven
「Puesta der sol」B面曲

### Disc 4
未発表のライブ音源を集めたディスク。「みずいろの雨」は別バージョン2曲を収録。
1. 思い出は美しすぎて（ライブ音源）
2. 恋人同志（ライブ音源）
3. コンスタントレイン〜おいしい水〜ディス マスカレード〜マシュ・ケ・ナダ（ライブ音源）
4. 雨の日のひとりごと（ライブ音源）
5. 時の流れに（ライブ音源）
6. 窓辺（ライブ音源）
7. さよならの言葉（ライブ音源）
8. みずいろの雨（ライブ音源）
9. Mr.メトロポリス（ライブ音源）
10. Mr.ブルー 〜私の地球〜（ライブ音源）
11. みずいろの雨（ライブ音源）
12. 夜間飛行（ライブ音源）
13. パープルタウン 〜You Oughta Know By Now〜（ライブ音源）
14. Another Day, Another Me（ライブ音源）

### DVD
1986年4月21日に発売されたライブ映像『SURPRISE!!』の初DVD化。アルファ・ムーン時代の3枚のアルバム『COMMUNICATION』『純』『ヤガマニア』のうち、前者2枚の収録曲より選曲。
1. OPENING
2. どんな手段使っても
3. 邪魔しないで
4. 危険なエモーション
5. REACH OUT IN THE NIGHT
6. セーラーの旅立ち
7. オペレーター (I'M IN LOVE)
8. COMMUNICATION
9. I'm A Woman
10. チーター (CHEATER)
11. 素敵ダウンタウン ジミー